# Переезд «Ванкувер Гриззлис» в Мемфис

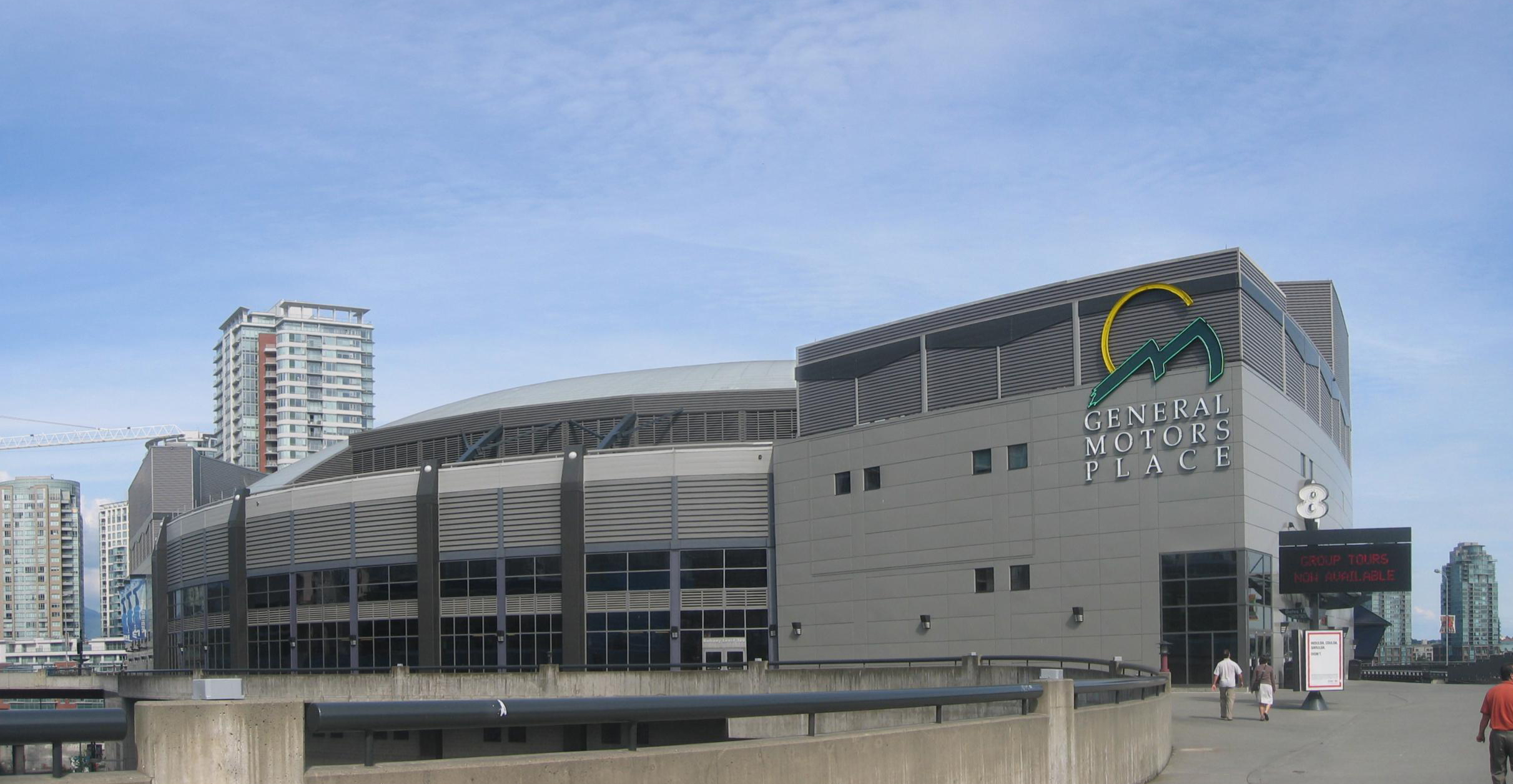
«Дженерал Моторс-плейс» (сейчас «Роджерс-арена») был домашней ареной «Ванкувер Гриззлис»

Команда Национальной баскетбольной ассоциации «Ванкувер Гриззлис» переехала в американский город Мемфис (штат Теннесси) из канадского города Ванкувер (Британская Колумбия) перед началом сезона 2001/02. На протяжении 6 сезонов до переезда «Гриззлис» проводили домашние игры в Ванкувере. На новом месте клуб стал выступать под именем — «Мемфис Гриззлис». Этот переезд стал первым из трёх в НБА — с 2001 года по 2008 год и третьим из четырёх переездов канадских клубов в США в четырёх главных спортивных лигах Северной Америки — с 1995 по 2005 год.
Вместе с «Торонто Рэпторс» клуб присоединился к лиге в 1995 году в результате расширения НБА в Канаду. За шесть сезонов в Ванкувере команда всего один раз смогла завершить чемпионат не на последнем месте в Среднезападном дивизионе и ни разу не выходила в плей-офф. Владельцем «Гриззлис» была компания Orca Bay Sports and Entertainment, которой также принадлежал клуб Национальной хоккейной лиги «Ванкувер Кэнакс». В 1999 году Билл Лори — владелец клуба НХЛ «Сент-Луис Блюз», пытался купить команду, чтобы перевести её в Сент-Луис, однако из-за вмешательства руководства НБА клуб был продан Майклу Хейсли, который вначале обещал оставить команду в Ванкувере, но после покупки начал вести переговоры о возможном переезде «Гриззлис» с несколькими американскими городами: Анахаймом, Буффало, Мемфисом, Новым Орлеаном, Луисвиллом, Лас-Вегасом и Сан-Диего. В результате переговоров клуб переехал в Мемфис.
Первые четыре сезона средняя посещаемость домашних игр «Гриззлис» была средней в лиге, однако последние два сезона посещаемость игр была самой низкой в ассоциации, во многом из-за плохой игры клуба, а также локаута НБА в сезоне 1998/99. Плохая игра «Гриззлис» отчасти объясняется правилом драфта расширения, по которому новая команда ассоциации не могла получить первые номера драфта. Другими причинами переезда стали слабый канадский доллар, нежелание некоторых американских игроков жить в Канаде и недостаток местных спонсоров. В 2011 году владелец «Кэнакс» объявил о желании перевезти другую команду НБА в Ванкувер.

## Предыстория
.

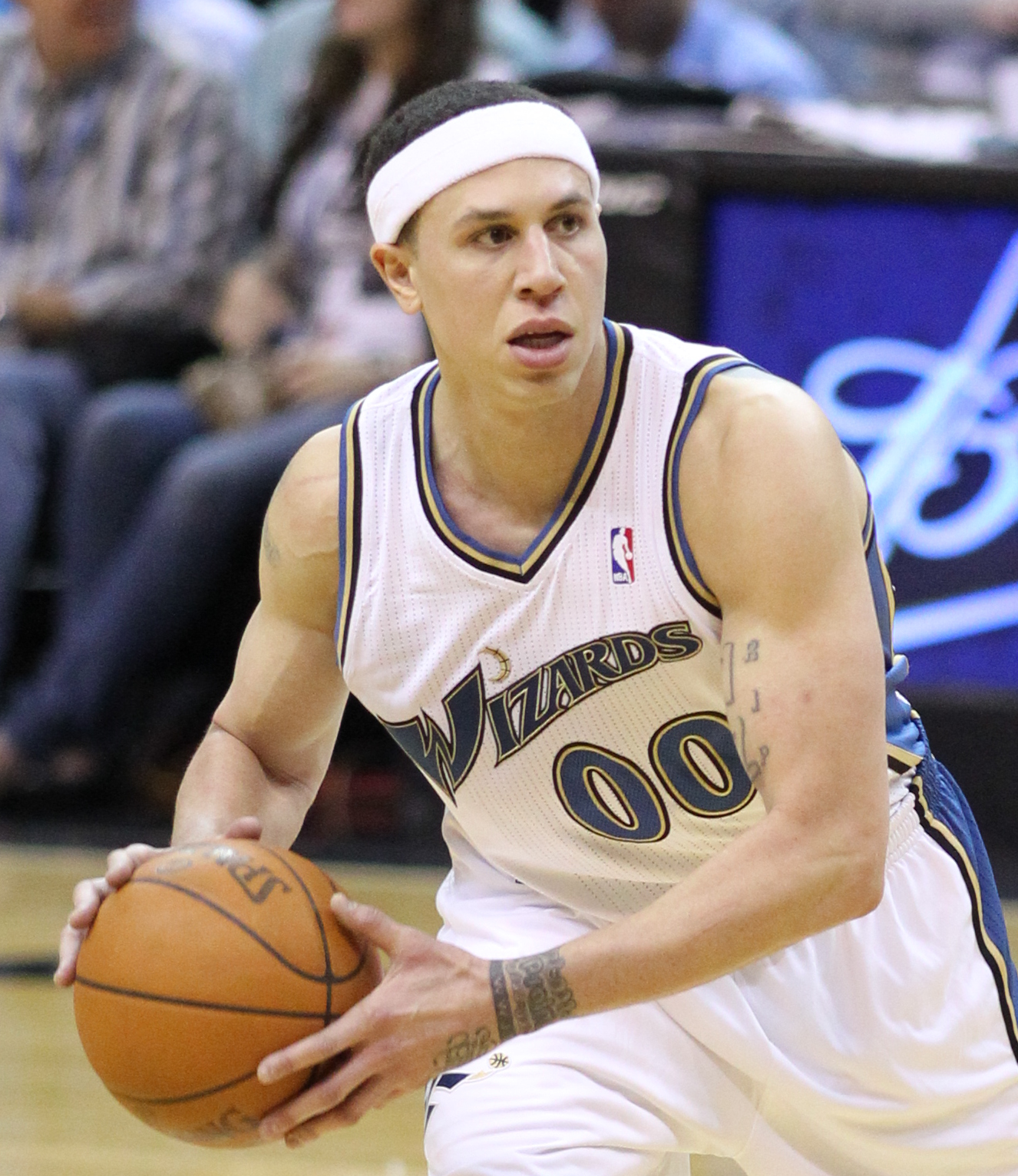
Майк Бибби был выбран на драфте 1998 года и оставался с «Гриззлис» до переезда из Ванкувера

Клуб «Ванкувер Гриззлис» был основан перед сезоном 1995/96 в результате расширения лиги в Канаду. Вместе с «Гриззлис» к лиге в том же году присоединился ещё один канадский клуб — «Торонто Рэпторс». Владельцем «Гриззлис» стал Артур Гриффитс, которому также принадлежал хоккейный клуб «Ванкувер Кэнакс». В 1995 году его компания построила для «Кэнакс» в Ванкувере современную спортивную арену «Дженерал Моторс-плейс» и «Гриззлис» рассматривались как ещё один арендатор для неё. Однако развитие новых команд в НБА было ограничено введением лигой запрета на получение первых пяти выборов на трёх драфтах, даже если они выиграют такое право в лотерее. Также для новых команд в первых двух сезонах был уменьшен потолок зарплат. Первые шесть сезонов в Ванкувере команда завершила с отрицательным соотношением побед к поражениям. Клуб пять раз занимал последнее седьмое место и один раз шестое место в Среднезападной конференции и ни разу не выходил в плей-офф. Всего команда смогла победить в 101 матче, проиграв в 359, таким образом, процент побед составил 22 %.
В 1970-х годах в Мемфисе уже была баскетбольная команда, выступавшая в одной из главных лиг США. С 1971 года по 1975 год здесь выступал клуб из Американской баскетбольной ассоциации «Мемфис Саундс», основанный в 1967 году как «Нью-Орлеанс Буканьерс». В 1971 году он переехал в Мемфис и стал называться «Мемфис Прос». Позже клуб поменял название на «Мемфис Тэмс», а потом на «Мемфис Саундс». В 1975 году он переехал в Балтимор, где вскоре обанкротился.

## Продажа команды
7 марта 1995 года маноритарный пакет акций компании, владеющей «Гриззлис», был продан Гриффитсом бизнесмену из Сиэтла Джону Маккау-младшему. А уже 12 ноября 1996 года он выкупил компанию полностью. Покупая команду, Маккау обещал оставить её в Ванкувере.
В 1999 году Маккау начал вести переговоры по продаже или Orca Bay, или «Гриззлис», и первые переговоры он провёл с Деннисом Вашингтоном, владельцем Seaspan, с которым вёл общие дела в Ванкувере. Вашингтон первоначально согласился купить 50 % Orca Bay и пообещал оставить команду в Ванкувере. Однако это соглашение только увеличило спрос на клуб и повысило его цену. Бизнесмен из Сент-Луиса Билл Лори предложил 148 млн долларов за «Гриззлис» и дополнительно 52 млн долларов, если команда сразу же переедет в Сент-Луис. Это предложение было сделано в сентябре 1999 года, через месяц после того, как Лорри купил команду НХЛ «Сент-Луис Блюз» и её домашнюю площадку «Киил-центр». В Сент-Луисе ранее уже существовала команда НБА «Сент-Луис Хокс», которая в 1968 году переехала в Атланту и начала называться «Атланта Хокс». В городе баскетбол пользовался большой популярностью, так на 15 из 17 домашних игр в «Киил-центре» местной университетской команды «Сент-Луис Билликенс» были проданы все билеты.
После оглашения сделки комиссар НБА Дэвид Стерн заявил, что он не одобряет этот переезд и приложит все усилия, чтобы оставить «Гриззлис» в Ванкувере, где бы команда могла вести успешный бизнес и показывать хорошие результаты. Финансовый комитет Совета директоров НБА также высказался отрицательно на счёт этой покупки, так как она предусматривала переезд команды. 21 января 2001 года Лори объявил, что он выплатил Маккау некоторую неоглашённую сумму и отказался от сделки.
Уже через четыре дня, 25 января, было объявлено, что «Гриззлис» были проданы чикагскому бизнесмену Майклу Хейсли за 160 млн долларов. На пресс-конференции Хейсли заявил, что его покупка была одобрена Стерном, и он обещает оставить клуб в Ванкувере и сделает из неё команду-победителя.

## Причины переезда

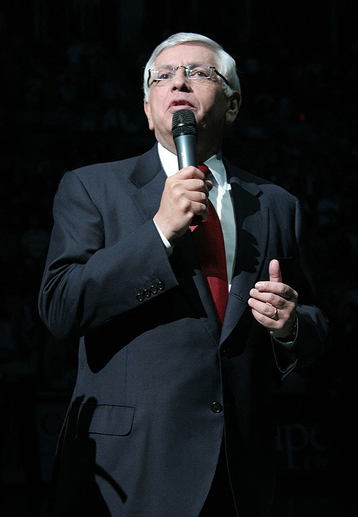
Комиссар НБА Дэвид Стерн

Причиной переезда «Гриззлис» послужило плохое финансовое состояние клуба. Так, только за последний сезон в Ванкувере, по словам президента команды по баскетбольным операциям Дика Версачи, она потеряла 40 млн долларов, хотя эту цифру поставил под сомнение глава правления «Рэпторс» Ричард Педди, аргументируя её тем, что потолок зарплат для «Гриззлис» составлял всего 48 млн долларов. Ранее Хейсли говорил, что он потерял 87 млн долларов за время владения «Гриззлис», хотя эта сумма включала в себя и 30 млн долларов, которые были уплачены в НБА. Версачи высказал мнение, что команда не смогла заручиться достаточной поддержкой среди компаний города. Колин Джоунс, профессор Университета Виктория по спортивной экономике, сказал, что тяжело привлечь внимание корпоративных спонсоров к команде, которая всё время так много проигрывает. «Гриззлис» испытывали нехватку ранних выборов на драфте, что не дало команде заполучить хороших игроков, что повысило бы процент выигранных игр, и в результате клуб терял в прибыли. Он также отметил, что команда никогда не обращались за помощью в бизнес-сообщества города с просьбой помочь в управлении клубом.
Стю Джексон, проработавший на посту генерального менеджера «Гриззлис» в первых пяти сезонах, сделал несколько неудачных выборов игроков. Так, на драфте 1995 года он выбрал Брайанта Ривза и в 1997 году подписал с ним шестилетний контракт на сумму 65 млн долларов, подведя «Гриззлис» к потолку зарплаты. Позже он выбирал на драфтах атакующих защитников, таких как Антонио Дэниелс, у которого не сложилась игра в НБА. Джексон также обменял право выбора в первом раунде 2003 года на Ортиса Торпа, который ненавидел Ванкувер. Он подписал Тони Массенберга за 1,5 млн доллара, а потом заключил контракт с Айзея Остином за 6,5 млн, посадив, таким образом, Массенберга на скамейку запасных. Гриффитс также заявлял, что условия, поставленные НБА, в вопросе выбора на драфте не позволили клубу построить конкурентоспособную команду. С другой стороны, «Торонто Рэпторс», будучи в таких же условиях, смогли выбрать на драфта Винса Картера и выйти в плей-офф в сезоне 1999/00 и все домашние игры проводили на переполненных трибунах.
Отрицательным моментом для клуба было также его нахождение в Канаде. В то время обменный курс составлял 67 американских центов за 1 канадский доллар. Из-за того, что все доходы в клуб поступали в канадских долларах, а зарплата игрокам и тренерам выплачивалась в американских долларах, команде приходилось отдавать слишком большую часть своих доходов на выплату зарплат. Поворотной точкой в посещении домашних игр послужил локаут НБА в сезоне 1998/99. Хотя все команды испытывали снижение посещаемости своих игр, посещаемость игр «Гриззлис» упала больше всего. Так, если в сезоне 1997/98 средняя посещаемость домашних игр составляла 16 108 человек (16 показатель в лиге), то в сезоне 1999/00 посещаемость упала до 13 899 человек (27 показатель в лиге).
Позже Гриффитс заявлял, что Хейсли намеренно довёл команду до финансового краха, отдаляя поклонников от команды, проводя плохой маркетинг и жалуясь, что баскетбол не популярен в Ванкувере. Руководя «Гриззлис», Гриффитс не терял «миллионы и миллионы», и, по его словам, в Ванкувере фанатская база лучше, чем у любой другой команды в НБА. Впоследствии Хейсли отрицал все эти обвинения.

## Варианты переезда

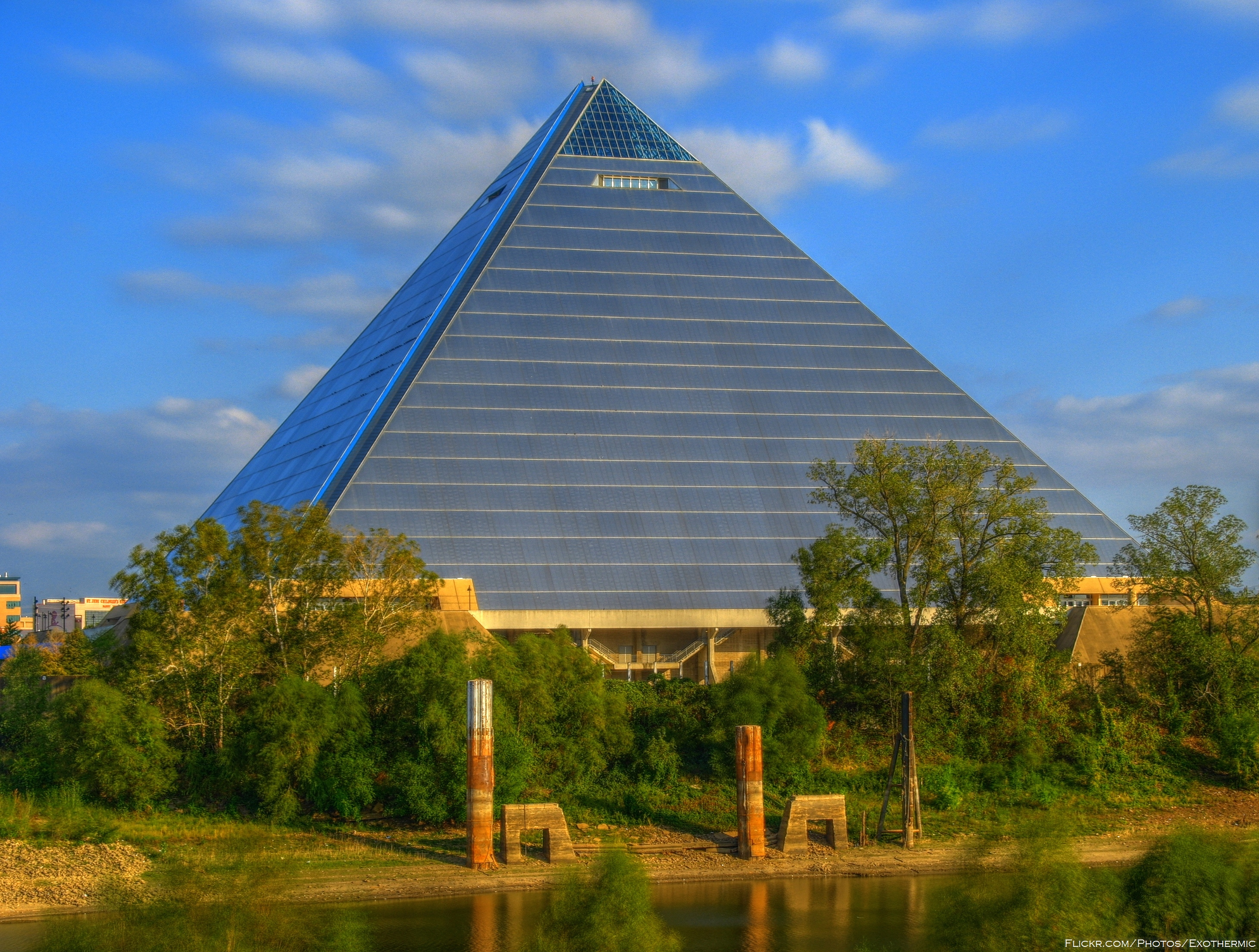
«Пирамид-арена» стала домашней ареной «Гриззлис» с 2001 по 2004 год

В середине февраля было сделано официальное объявление о возможном переезде «Гриззлис», и Хейсли вместе с представителями команды посетил несколько американских городов, заинтересованных в клубе НБА. Первоначально срок подачи заявления от команд на переезд оканчивался 1 марта, однако дедлайн для «Гриззлис» был продлён до 26 марта. Такое же продление дедлайна получила ещё одна команда — «Шарлотт Хорнетс», которая также подумывала о переезде.
8 февраля 2001 года совет олдерменов Луисвилля связался с Гриззлис с предложением переехать в Луисвилл (штат Кентукки). Хотя в то время в городе отсутствовала подходящая арена, для проведения игр НБА, официальные власти пообещали построить новую арену стоимостью 200 млн долларов, если к ним переедет команда. Дополнительно местная компания Tricon Global Restaurants (сейчас Yum! Brands) пообещала выплачивать Хейсли по 5 млн долларов в год в течение 20 лет, если клуб будет находиться в Луисвилле.
Возможный переезд в Мемфис привёл к тому, что основатель AutoZone Питт Хайд пообещал выкупить 50 % клуба. В городе также была арена — «Пирамид-арена», построенная в 1991 году, которую планировалось использовать как временную домашнюю площадку для «Гриззлис», пока будет построено новое спортивное сооружение стоимостью 250 млн долларов в 2004 году. Строительство арены должно было быть профинансировано за счёт повышения налогов на отели, прокат автомобилей и выпуска облигаций. Попытки Мемфиса получить клуб НБА начались ещё в 1997 году сразу после того, как клуб «Мемфис Тайтанс» из Национальной футбольной лиги переехал в Нашвилл.
Мэр Нового Орлеана (штат Луизиана) Марк Мориал также заявлял, что вёл переговоры с Хейсли о возможном переезде команды в город. В 1999 году в городе был построен новый стадион «Нью-Орлеан-арена» стоимостью 114 млн долларов, и мэр предложил «Гриззлис» использовать его для проведения своих домашних игр. Metrovision, компания по экономическому развитию региона, также заявляла, что уже предварительно договорилась о продажах билетов на ВИП-ложи, сезонных абонементов и клубных мест с различными предприятиями и организациями города, и существует даже очередь на клубные места.

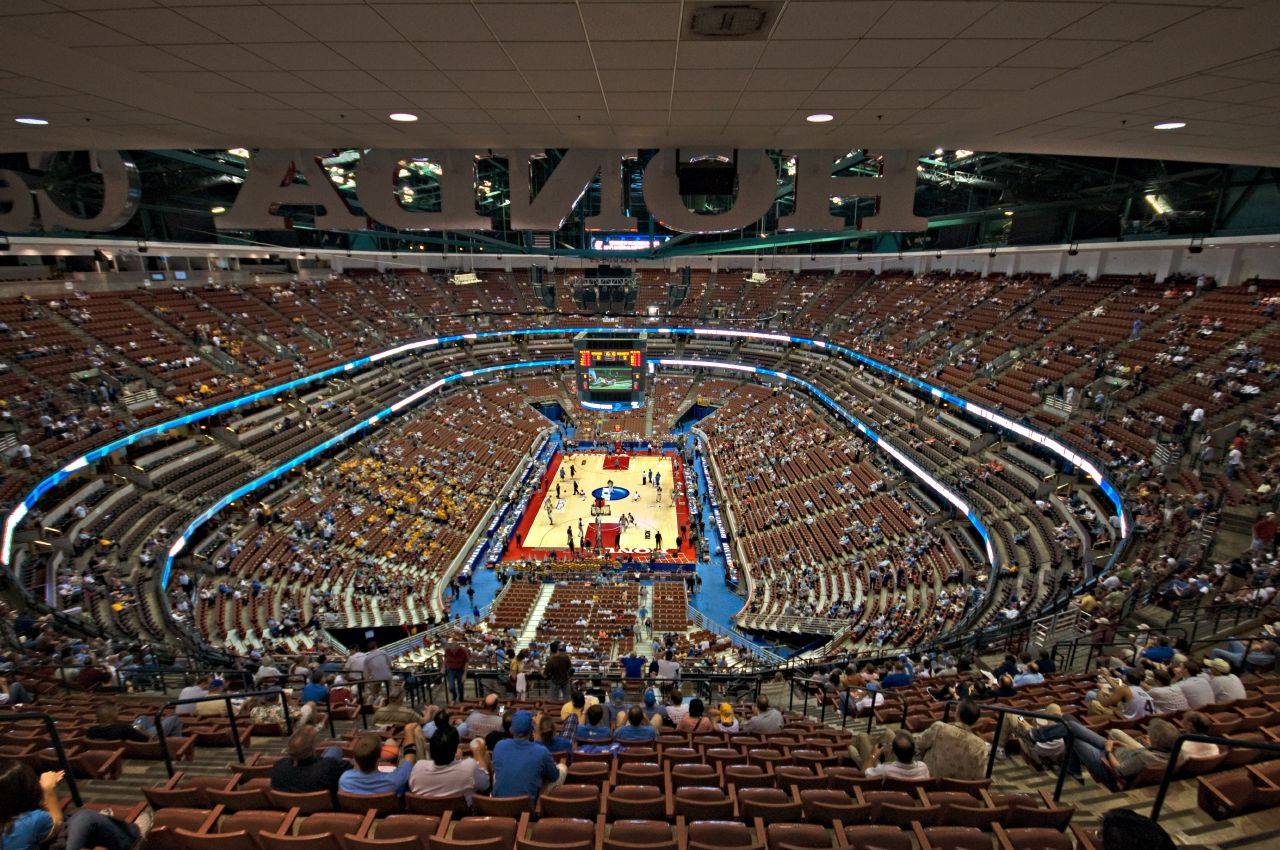
«Эрроухед Понд оф Анахайм», домашняя арена «Майти Дакс оф Анахайм», рассматривался как вариант для переезда

Ещё одним возможным вариантом для переезда был город Анахайм (штат Калифорния). В предыдущем сезоне уже были разговоры о том, что «Хьюстон Рокетс», возможно, переедет в Анахайм и будет проводить домашние игры в «Эрроухед Понд оф Анахайм» (сейчас «Хонда-центр»). Однако сделка не состоялась во многом из-за того, что местная команда НХЛ «Майти Дакс оф Анахайм» имела соглашение с владельцами стадиона, что если у арены появится ещё один арендатор, то он должен будет делить доходы с тогдашним владельцем «Майти Дакс» компанией The Walt Disney Company. Позже Disney заявляла, что может отменить этот пункт в договоре. Другой отрицательной чертой переезда в Анахайм было то, что рядом с городом находится Лос-Анджелес, в котором выступают две другие команды НБА — «Лос-Анджелес Лейкерс» и «Лос-Анджелес Клипперс», что негативно повлияет на доходы клуба.
Заинтересованность в «Гриззлис» также проявлял город Баффало (штат Нью-Йорк). В городе была современная арена «HSBC-арена» — домашняя площадка команды НХЛ «Баффало Сейбрз». Мэр города Энтони Мэсьело, бывшая баскетбольная звезда колледжа, заявлял, что это рискованное предприятие, но оно стоит того, чтобы попытаться. Ранее в городе уже была команда НБА — «Баффало Брейвз», которая переехала в Сан-Диего в 1978 году и начала выступать под именем «Сан-Диего Клипперс». В 1984 году команда переехала ещё раз и стала называться «Лос-Анджелес Клипперс», однако город Сан-Диего также назывался претендентом на «Гриззлис», хотя в нём не было современной арены. Хейсли также посетил Лас-Вегас, где провёл переговоры с мэром города Оскаром Гудменом. Руководство города предложило клубу бесплатно выделить землю под строительство новой арены, но отказалось финансировать строительство. Комиссар НБА Девид Стерн был против переезда любой команды в Лас-Вегас до тех пор, пока в казино города не перестанут принимать ставки на игры НБА.
Таким образом, лучшие предложения были сделаны Мемфисом, Луисвиллом, Анахаймом и Новым Ореланом. В последних двух городах на то время уже были современные спортивные сооружения, и они имели небольшое преимущество перед другими городами, которым надо было найти источники финансирования для строительства новых арен, а также найти место, где будет проводить домашние игры команда, пока идёт строительство. С другой стороны, строительство новой арены рассматривалось и как преимущество, так как это будет новое сооружение, и команда сможет контролировать все доходы с него. Команда также ожидала более высокого интереса со стороны местных ТВ и радиостанций в Луисвилле и Мемфисе, так как в этих городах не было команд из четырёх главных спортивных лиг, что гарантировало трансляции матчей в прайм-тайм и повышенный интерес со стороны болельщиков. В 2000 году консалтинговая компания PricewaterhouseCoopers выпустила доклад, в котором говорилось, что посещаемость домашних игр в маленьких городах зачастую больше, чем в больших из-за эксклюзивности команд. Подтверждением этого доклада служила большая поддержка университетских баскетбольных команд в Теннесси и Кентукки.

## Переезд

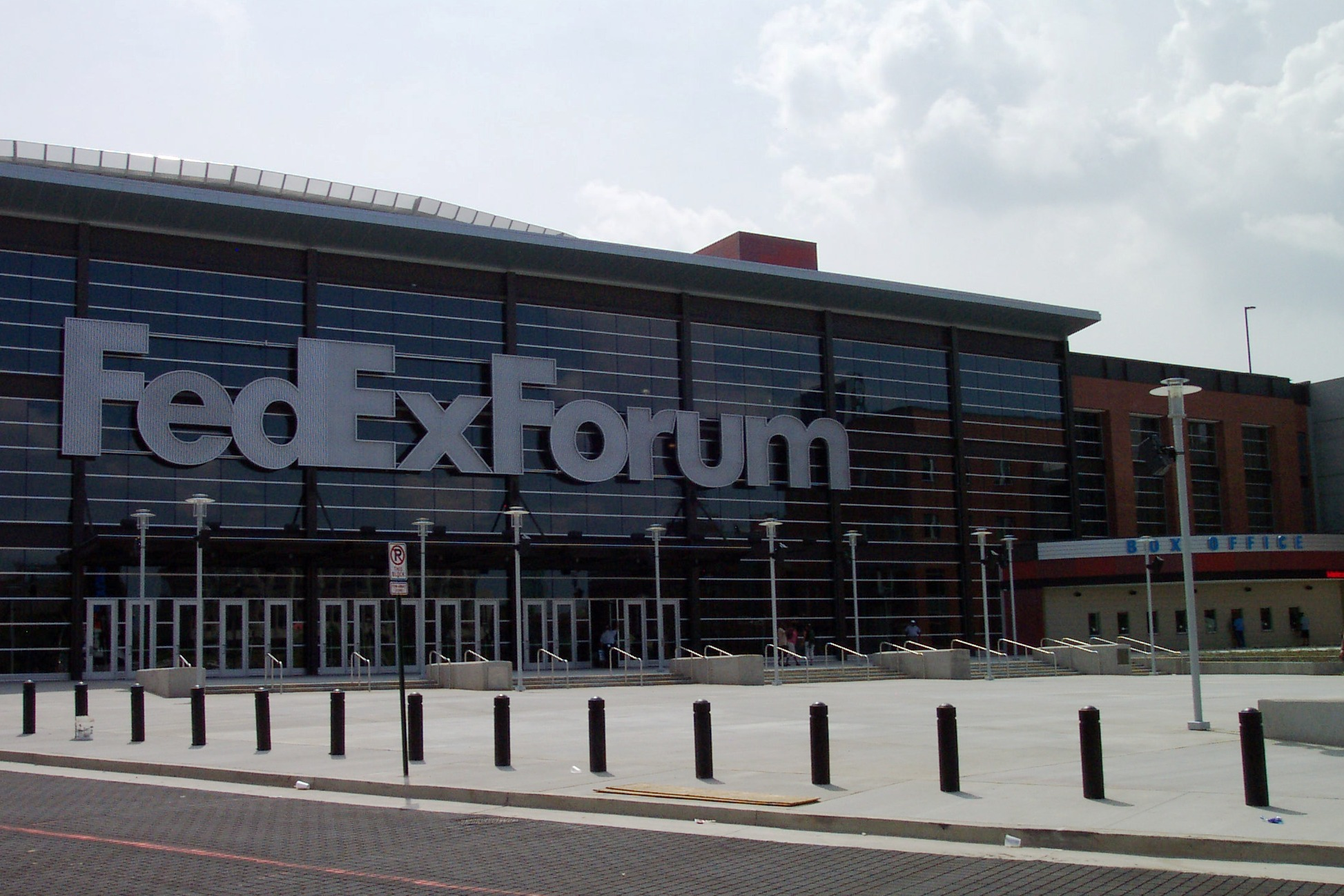
«Федэкс Форум» — домашняя арена «Гриззлис» с 2004 года

Чтобы сохранить команду в Ванкувере было организовано общественное движение «Спасите Гриззлис» (англ. Save the Grizzlies), целью которого был поиск местного инвестора, который смог бы купить клуб и оставить его в городе. Питер Уффорд, один из руководителей движения, планировал создать общественную организацию, которая смогла бы купить и руководить командой. Позже Уффорд говорил, что если бы у них было больше времени, они смогли бы довести дело до конца, однако решение о переезде было принято так быстро, что ни один из его планов не мог быть успешно завершён. Хейсли же утверждал, что согласен дать 30 % скидку инвестору из Ванкувера, если бы тот смог гарантировать, что команда останется в городе.
26 марта 2001 года Хейсли объявил о переезде команды в Мемфис. Свой выбор он объяснил тем, что руководство Мемфиса предложило более выгодные условия для переезда. Однако, прежде чем переезд мог состоятся, его должна ещё была рассмотреть лига и выдать своё разрешение. Последний матч «Гриззлис» провели в «Дженерал Моторс-плейс» 14 апреля. В поединке против «Хьюстон Рокетс» хозяева проиграли со счётом 95:100. Самый последний матч ванкуверской команды прошёл 18 апреля, когда команда победила на выезде «Голден Стэйт Уорриорз» со счётом 95:81.
В конце июня комитет НБА по переездам выдал разрешение на переезд в Мемфис, а 4 июля совет директоров единогласно одобрил его. Это решение также давало право Хайду выкупить миноритарную часть клуба. К тому времени администрация команды уже переехала и, за день до окончательного решения, создала свой тренировочный лагерь для новичков в Роудс колледже. Празднование по случаю переезда состоялось 7 июля. За две недели до переезда «Гриззлис» обменяли своих двух ведущих игроков Шарифа Абдур-Рахима и Майка Бибби.

## После переезда
Переезд клуба в Мемфис не решил финансовых проблем «Гриззлис», и на 2011 год команда в сумме потеряла более 100 млн долларов. Уже на третий сезон после переезда клуб смог преодолеть отметку в 50 побед за сезон и впервые выйти в плей-офф. Клуб смог повторить успех по выходу в плей-офф ещё два раза подряд, однако затем последовала полоса неудач, и только в сезоне 2010/11 «Гриззлис» опять вышли в плей-офф. На 2011 год, по данным Forbes, клуб находится на 28 месте по стоимости и оценивается в 266 млн долларов. Средняя посещаемость матчей «Гриззлис» также ни разу не превысила ванкуверского уровня, так, в дебютном сезоне она составила 13 737 человек в год, а в сезоне 2010/11 — 14 650.

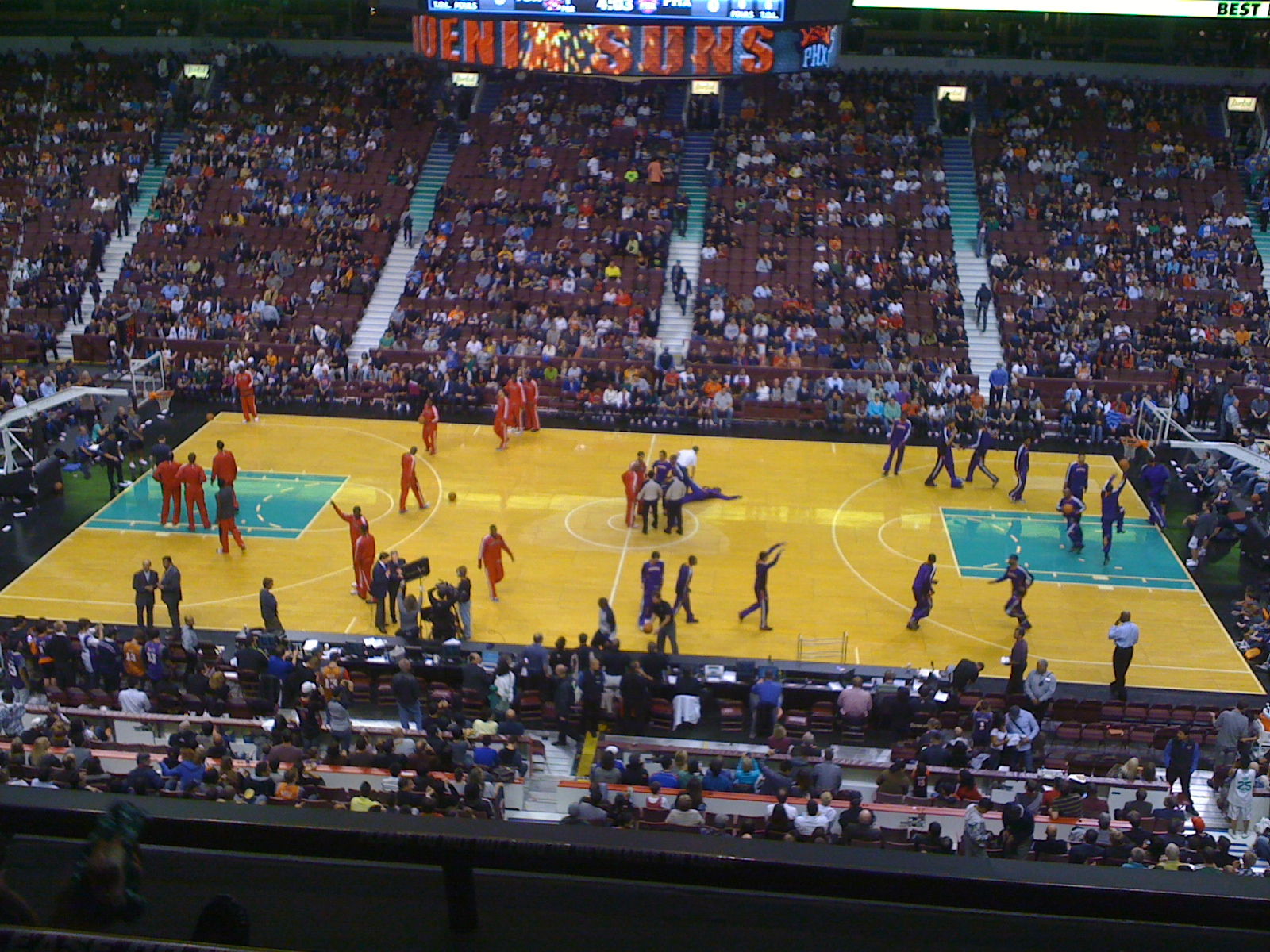
Выставочная игра в «Дженерал Моторс-плейс» с участием «Финикс Санз»

«Гриззлис» стали первым клубом в НБА, который поменял свою прописку с 1985 года, когда команда «Канзас-Сити Кингз» переехала в Сакраменто. Переезд «Гриззлис» стал первым из трёх переездов в НБА в том десятилетии: «Шарлотт Хорнетс» переехали в 2002 году и стали называться «Нью-Орлеан Хорнетс», а в 2008 году «Сиэтл Суперсоникс» переехали в Оклахома-Сити. В НХЛ в середине 1990-х две команды переехали из Канады в США: «Квебек Нордикс» стала «Колорадо Эвеланш» в 1995, а «Виннипег Джетс» — «Финикс Койотс» в 1996 году. В 2005 году один из двух канадских клубов, выступающих в Главной лиге бейсбола, «Монреаль Экспос» переехал и стал называться «Вашингтон Нэшионалс». Неудача ванкуверской команды послужила одной из причин пересмотра правил НБА по драфту расширения, который прошёл в 2005 году, когда к лиге присоединилась команда «Шарлотт Бобкэтс». «Бобкэтс» было разрешено выбирать под 4 номером на их первом драфте и был снят запрет, запрещающий команде получать право первого выбора.
В 2011 году группа, владеющая «Кэнакс», объявила, что рассматривает возможность покупки «Нью-Орлеан Хорнетс». «Хорнетс» были куплены лигой в декабре 2010 года, и из-за финансовых проблем рассматривался их возможный переезд в другой город. В феврале 2011 года Стерн назвал Ванкувер, наряду с Питтсбургом, Тампой и Канзас-Сити, кандидатом на возможный переезд. Причинами выбора Ванкувера как одного из кандидатов назывались:
- укрепление канадского доллара, курс которого был примерно наравне с долларом США, начиная с 2010 года;
- приток в лигу иностранных игроков, которые более готовы играть в Канаде;
- на предсезонных выставочных играх в «Роджерс-арене» билеты полностью распродавались;
- в Ванкувере уже есть современная арена;
- возрастание понимания среди руководителей НБА, что неудача «Гриззлис» в Ванкувере случилась не из-за недостатка интереса местных жителей к баскетболу[40][41][42].

В городе также началось возрождение профессионального спорта: была создана хоккейная команда «Ванкувер Джайентс» в юниорской лиге, в 2010 году здесь прошли зимние Олимпийские игры, и клуб «Ванкувер Уайткэпс» вошёл в состав MLS. Тем не менее, расположение города благоприятствует развитию более универсальных видов спорта, таких как катание на лыжах, охота, рыбалка и гольф, которые могли бы частично ограничить интерес к игровым видам спорта.